# Nils Gustaf Ekholm

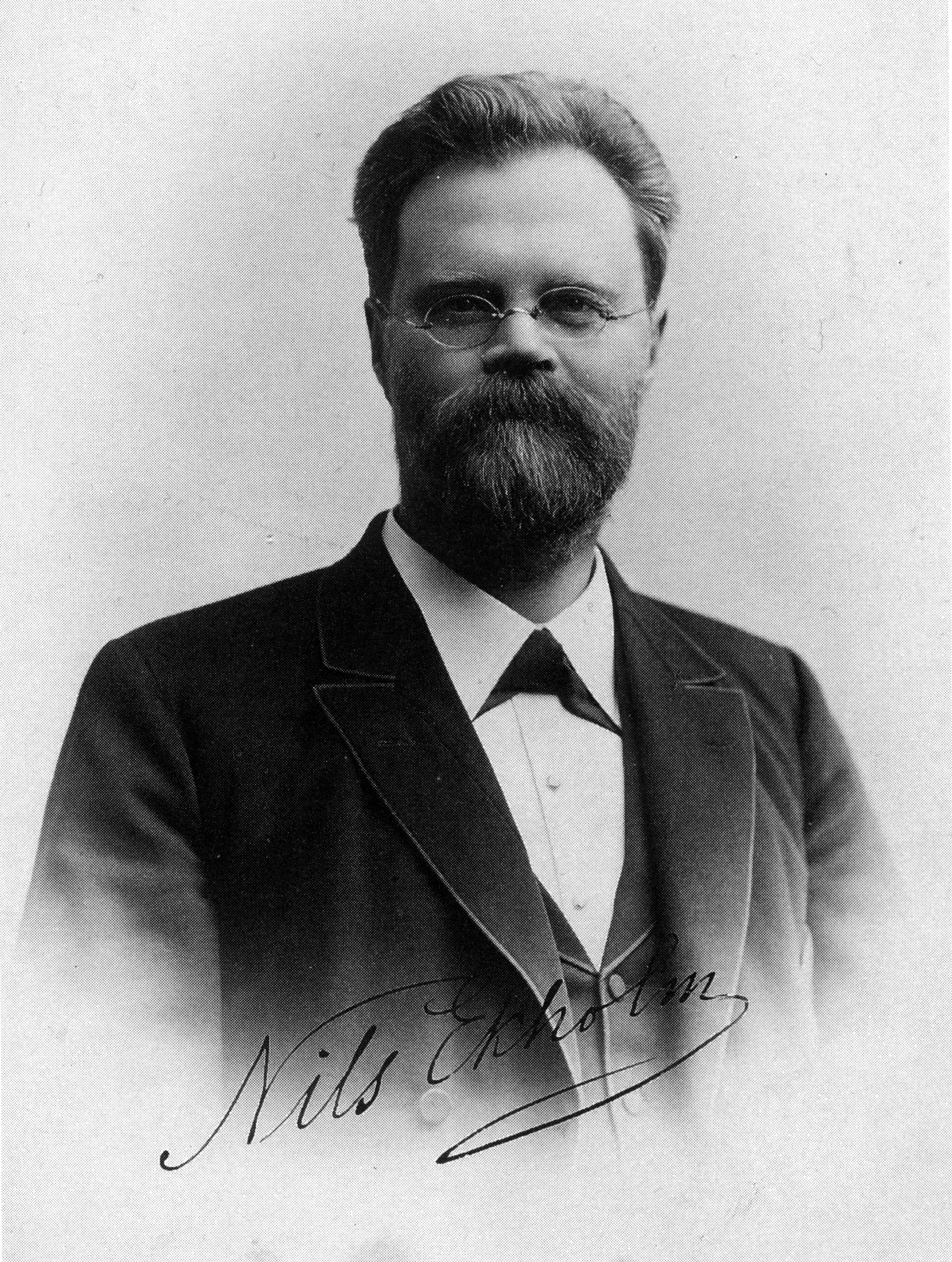
Nils Gustaf Ekholm

Nils Gustaf Ekholm (* 9. Oktober 1848 in Smedjebacken; † 5. April 1923 in Stockholm) war ein schwedischer Meteorologe.

## Leben
Nils Gustaf Ekholm wurde 1848 als Sohn des Apothekers Nils Petter Ekholm und dessen Frau Kristina Ulrika Forsgren in der Provinz Dalarna geboren. Er studierte von 1869 bis 1876 an der Universität Uppsala. Zu seinen Lehrern zählten Robert Rubenson (1829–1902) und Hugo Hildebrand Hildebrandsson (1838–1925). Von 1876 bis 1890 arbeitete er als meteorologischer Observator an der Universität Uppsala. Unterbrochen wurde diese Tätigkeit 1881 bis 1884 durch die Vorbereitung und Leitung der schwedischen geophysikalischen Spitzbergen-Expedition im Rahmen des Ersten Internationalen Polarjahrs. Im Svenskhuset bei Kap Thordsen am Isfjorden nahmen die sieben Wissenschaftler 1882–1883 umfangreiche meteorologische und erdmagnetische Beobachtungen vor. Teilnehmer an der Expedition war auch Salomon August Andrée.

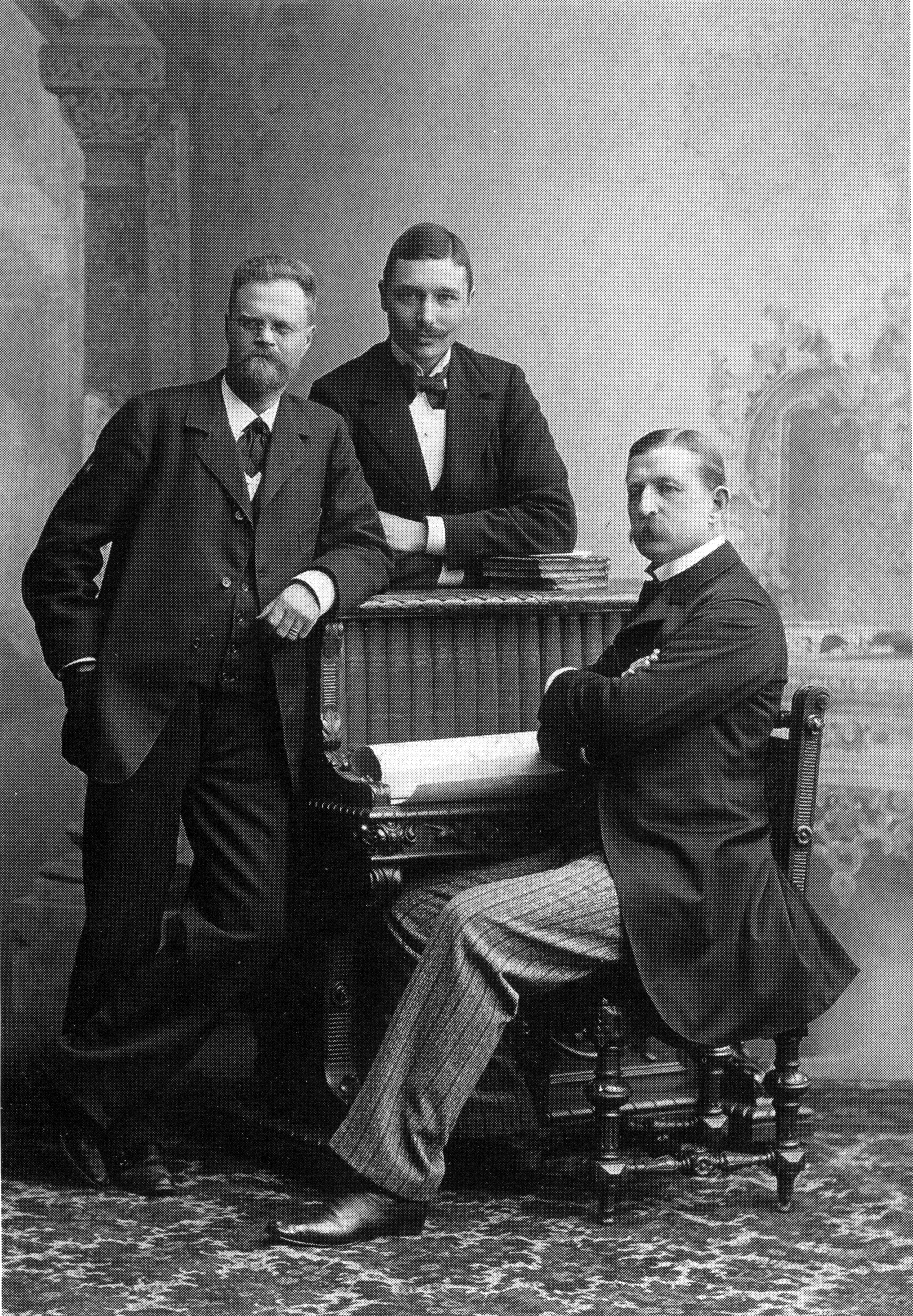
Ekholm 1896 mit Nils Strindberg und Salomon August Andrée.

1890, ein Jahr nach seiner Promotion zum Dr. phil., wechselte Ekholm an das Schwedische Meteorologische und Hydrologische Institut in Stockholm, dessen Direktor er von 1913 bis zu seiner Emeritierung 1918 war. 1896 war er wieder in Spitzbergen, um Andrée auf dessen Ballonfahrt zu begleiten, mit der dieser den Nordpol erreichen wollte. Widrige Winde verhinderten in diesem Sommer jedoch den Start. Durch regelmäßige Messungen stellte Ekholm fest, dass der Ballon keineswegs so dicht wie angenommen war und der Wasserstoffverlust schneller als erwartet eintrat. Daraufhin zog er sich aus dem Projekt zurück. Statt seiner nahm Knut Frænkel 1897 an Andrées Polarexpedition teil, die schon nach wenigen Tagen scheiterte, da der Ballon sich nur 10,5 Stunden in der Luft hielt und nach einer anschließenden 41-stündigen Schleiffahrt zum Stehen kam. Die drei Expeditionsteilnehmer kamen nach einem wochenlangen Marsch über das Eis auf der Insel Kvitøya ums Leben, ihre Überreste wurden erst 1930 gefunden.
1900 war Ekholm Gründungsmitglied und erster Präsident der Schwedischen Aeronautischen Gesellschaft (Svenska Aeronautiska Sällskapet).
1905 wurde er Mitglied der Königlich Schwedischen Akademie der Wissenschaften, 1910 Mitglied der Königlichen Wissenschafts- und Literaturgesellschaft in Göteborg. 1913 wurde er zum Professor berufen.
Ekholm war seit 1895 mit Agnes Elphidina Bodén (1865–1932) verheiratet.

## Leistung
Ekholm beschäftigte sich unter anderem mit den Ursachen der Klimaschwankungen in der Erdgeschichte. Als wichtigsten Faktor sah er den sich verändernden Gehalt der Atmosphäre an Kohlendioxid an. Für die Zukunft erwartete er einen deutlichen Anstieg der mittleren Temperatur auf der Erde innerhalb weniger tausend Jahre, verursacht durch die Verbrennung fossiler Rohstoffe und den damit verbundenen Eintrag von Kohlendioxid in die Atmosphäre.
In seiner Arbeit Wetterkarten der Luftdruckschwankungen führte er 1904 die Isallobaren in die synoptische Meteorologie ein.
Ekholm gilt als Begründer des schwedischen Sturmwarndienstes, der 1905 mit zunächst 27 Stationen an der schwedischen Westküste startete. Bis 1907 wurde der Dienst auf die Südküste ausgedehnt und umfasste bereits 46 Stationen. 1913 deckte das Netz die gesamte schwedische Küste ab.

## Ehrungen
Nils Ekholm wurde 1909 das Ritterkreuz des Nordstern-Ordens verliehen.
In Svalbard sind mehrere geographische Orte nach ihm benannt, z. B. der Berg Ekholmfjellet in Nathorst-Land, die Landspitze Ekholmpynten auf Danskøya sowie Kap Ekholm und die Bucht Ekholmvika in Bünsow-Land.

## Schriften (Auswahl)
- Undersökningar i hygrometri. Dissertation 1888
- mit Svante Arrhenius: Über den Einfluss des Mondes auf den elektrischen Zustand der Erde. P. A. Norstedt, Stockholm 1894
- Ueber die Einwirkung der vertikalen Komponente der ablenkenden Kraft der Erdrotation auf die Luftbewegung. In: Meteorologische Zeitschrift. Band 13, 1896, S. 121–128
- Einige Bemerkungen über die Abnahme der Temperatur mit der Höhe in der freien Atmosphäre. In: Meteorologische Zeitschrift. Band 13, 1896, S. 480–483
- mit Svante Arrhenius: Über den Einfluss des Mondes auf die Polarlichter und Gewitter. P. A. Norstedt, Stockholm 1898
- Ueber die Periodicität der Sonnenthätigkeit. P. A. Norstedt & Söner, Stockholm 1901
- On the Variations of the Climate of the Geological and Historical Past and Their Causes. (PDF; 50,8 MB) In: Quarterly Journal of the Royal Meteorological Society. Band 27, 1901, S. 1–61
- Ueber Emission und Absorption der Wärme und deren Bedeutung für die Temperatur der Erdoberfläche. In: Meteorologische Zeitschrift. Band 19, 1902, S. 1–26, 489–505
- Wetterkarten der Luftdruckschwankungen. In: Meteorologische Zeitschrift. Band 21, 1904, S. 345–357